# Аліза
Аліза (рум. Aliza) — село у повіті Сату-Маре в Румунії. Входить до складу комуни Теребешть.
Село розташоване на відстані 445 км на північний захід від Бухареста, 15 км на південний захід від Сату-Маре, 121 км на північний захід від Клуж-Напоки.

## Населення
За даними перепису населення 2002 року у селі проживали 39 осіб.
Національний склад населення села:
| Національність | Кількість осіб | Відсоток |
| -------------- | -------------- | -------- |
| цигани         | 24             | 61,5%    |
| румуни         | 11             | 28,2%    |

Рідною мовою назвали:
| Мова      | Кількість осіб | Відсоток |
| --------- | -------------- | -------- |
| циганська | 22             | 56,4%    |
| румунська | 14             | 35,9%    |